# Bataille de Léva
Guerre austro-turque (1663-1664)
Batailles
- Köbölkút
- 1re Zrínyiújvár
- Érsekújvár (en)
- Vízvár (hu)
- 2e Zrínyiújvár
- Campagne d'hiver (hu)
- Kanizsa (hu)
- Siège de Zrínyiújvár (hu)
- Nyitra (hu)
- Zsarnócai (hu)
- Váradi (hu)
- Leva
- Szentbenedeki (hu)
- Körmendi (hu)
- Saint-Gothard

La bataille de Léva eut lieu le 19 juillet 1664 près de la ville de Léva (Levice) en Slovaquie. Elle opposa 12 000 Impériaux commandés par Jean-Louis Raduit de Souches à l'armée ottomane d'Ali Pacha forte de 20 000 hommes environ.
Pendant que le gros des troupes impériales est placé sous le commandement du général Raimondo Montecuccoli dans le but d'arrêter l'armée du Grand vizir Fazil Ahmet Köprülü dans la vallée de la Raab, Jean-Louis Raduit de Souches est chargé des opérations en Haute-Hongrie (Slovaquie actuelle). Ses troupes s'emparent de la ville de Nitra (3 mai 1664) puis battent une première fois les Ottomans commandés par Mehmet Küçük (hu) près de la ville de Žarnovica (Scharnowitz) (16 mai 1664).
Une armée de secours ottomane en provenance de Bude et commandée par Ali Pacha, tente d'arrêter la progression des impériaux près le la ville de Léva.
L'armée ottomane, principalement composée de troupes d'irréguliers, se débandent rapidement devant la ténacité des formations massives des bataillons de mousquetaires impériaux protégés par leur phalange de piquiers. Jean-Louis Raduit de Souches semble avoir dissimulé une partie de ses troupes afin de tromper ses adversaires qui tombent dans le piège. Lorsque la totalité du dispositif impérial se révèle aux Ottomans, ils prennent peur et s'enfuient en abandonnant un nombre important de morts sur le terrain ainsi qu'un très riche butin (1 200 chariots et 11 grosses pièces d'artillerie ainsi que de nombreuses autres pièces plus petites). Ali Pacha trouve la mort dans la débâcle turque.
Cette victoire contre des troupes ottomanes, très supérieures en nombre, assure aux Autrichiens un important avantage stratégique en leur permettant de prendre le contrôle d’un point de passage sur le Danube à Štúrovo (Gockern en allemand). Ils y brûlent le pont de bois construit par les Ottomans et isolent ainsi la Haute-Hongrie la mettant à l'abri des incursions turques.
Ces opérations victorieuses, associées à la victoire de Saint-Gotthard, alimentent l’incompréhension et le mécontentement des Hongrois devant l’empressement de Léopold Ier à signer une Paix de Vasvár qu’ils jugèrent honteuse.

## Sources
- Ferenc Tóth (préf. Jean Bérenger), Saint-Gotthard 1664 : une bataille européenne, Panazol, Lavauzelle, coll. « Histoire, mémoire et patrimoine », 2007, 167 p. (ISBN 978-2-702-51064-3)

## Voir également
Bataille de Saint-Gothard